# François de Troy
François de Troy (9. ledna 1645 Toulouse – 1. května 1730 Paříž) byl francouzský malíř a rytec. Působil jako hlavní portrétista anglického krále Jakuba II. Stuarta během jeho francouzského exilu. Od roku 1708 zastával pozici ředitele Académie royale de peinture et de sculpture.

## Život
François se narodil do rodiny malíře Antoine de Troye a jeho ženy Astrugues Bordes v roce 1645. Stejně jako bratr Jean se stal rovněž malířem. Françoise vyučoval otec i místní portrétista Antoine Durand.
V roce 1662 (nebo po tomto roce) odešel Troy do Paříže, aby se dále věnoval studiu. Studoval u Clauda Lefèbvra a Nicolas-Pierre Loira. Oženil se roku 1669 s Loirovou švagrovou Jeanne Cotelle. Jejich syn Jean-François de Troy se stal rovněž malířem. V roce 1671 byl uznán Královskou akademií malby a sochařství jako malíř a roku 1674 byl přijat coby historický malíř.
Mezi jeho raná díla se řadí tapisérie pro Madame de Montespan a malby na náboženské a mytologické náměty. V 90. letech 17. století se v Saint-Germain-en-Laye stal dvorním malířem krále Jakuba II., který žil v exilu na tamním zámku. Zároveň tam Troy vyučoval svého žáka Alexise S. Bellea. Kromě portrétů se věnoval i gravírování.
François zemřel ve věku 85 let v Paříži.

## Galerie

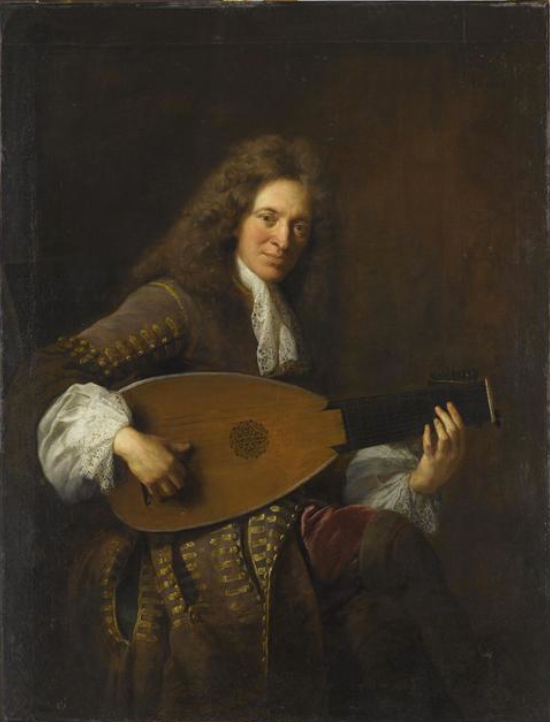
Charles Mouton, 1690
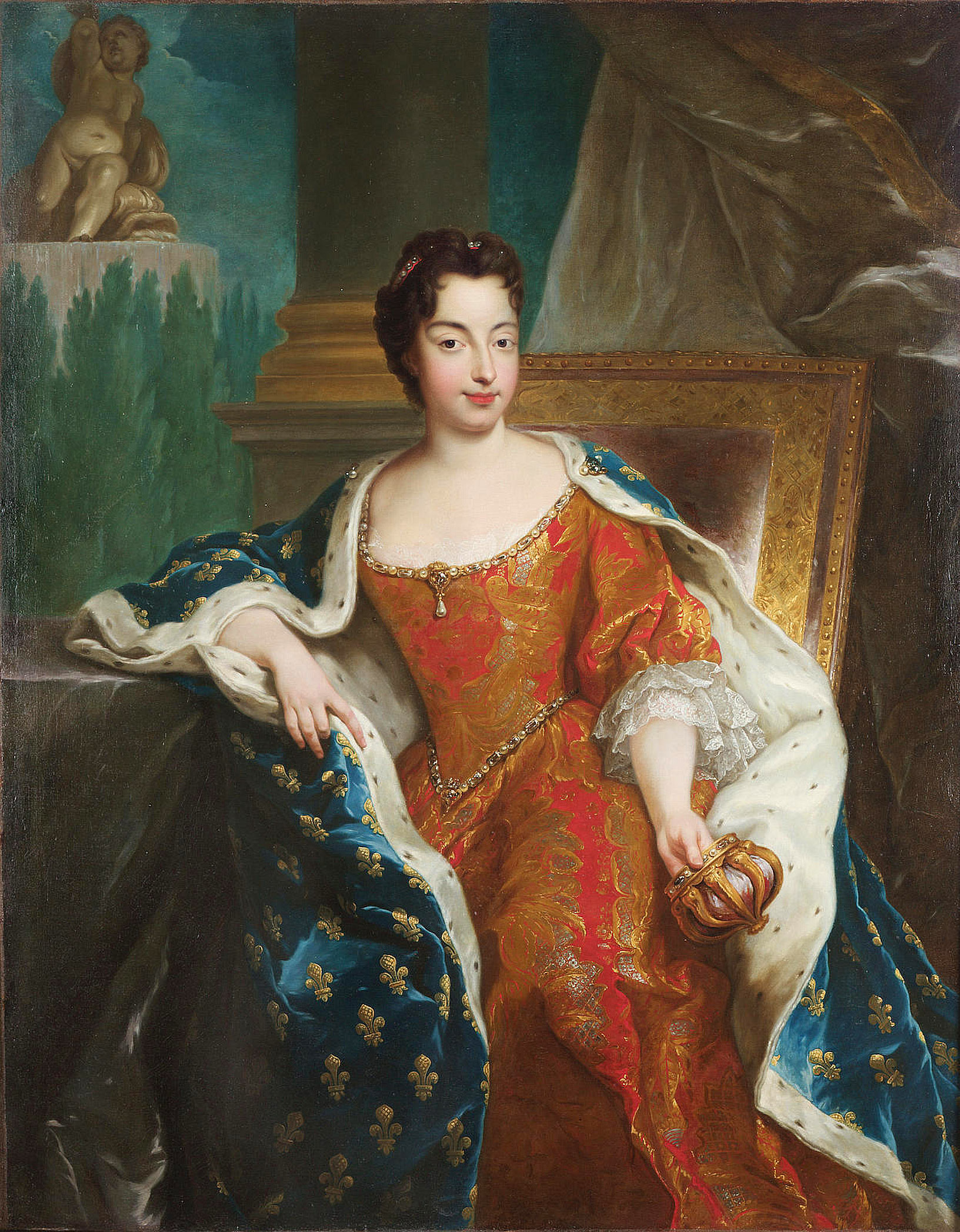
Marie Anna Bavorská, po roce 1690
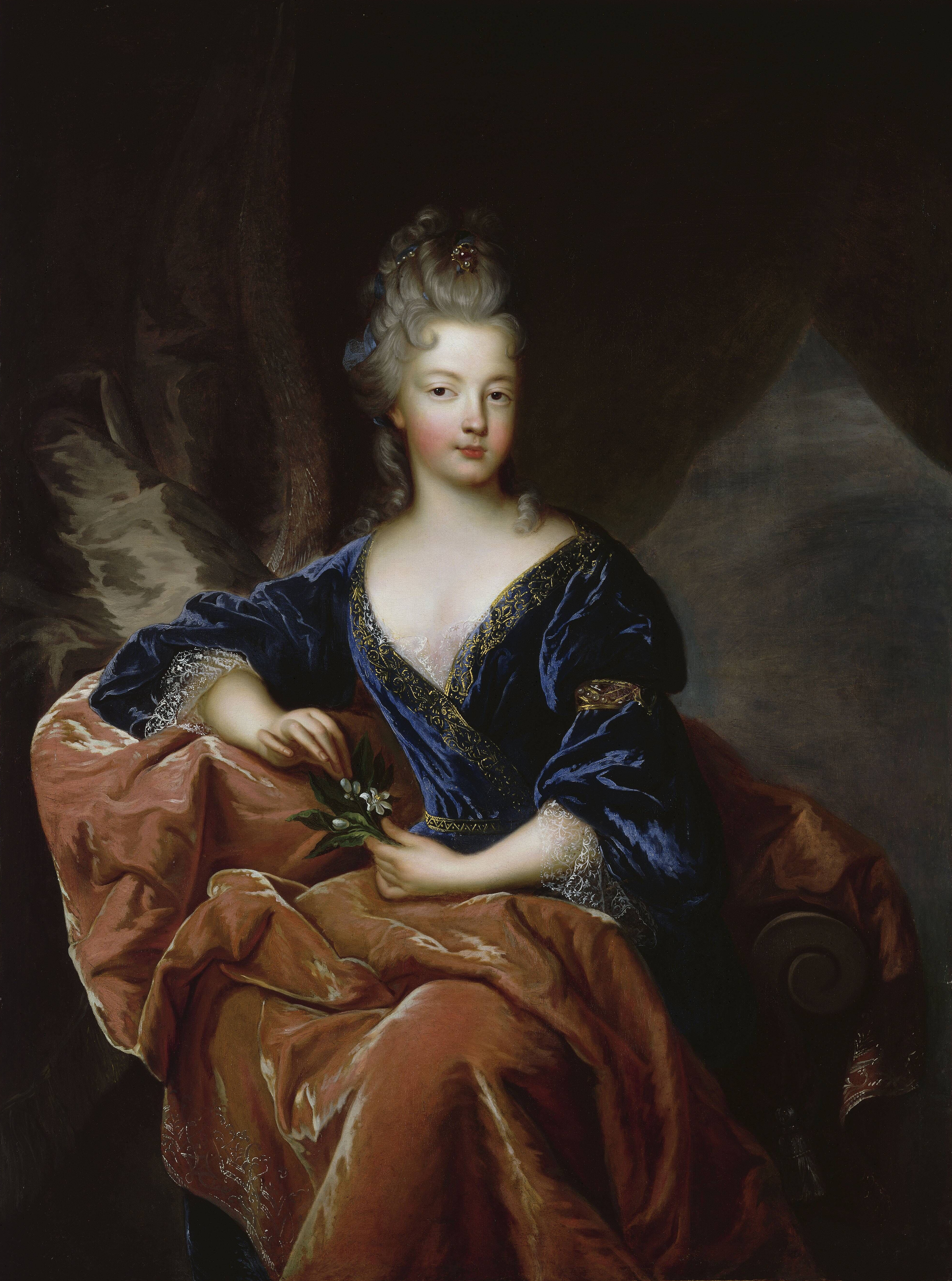
Františka Marie Bourbonská, 1692
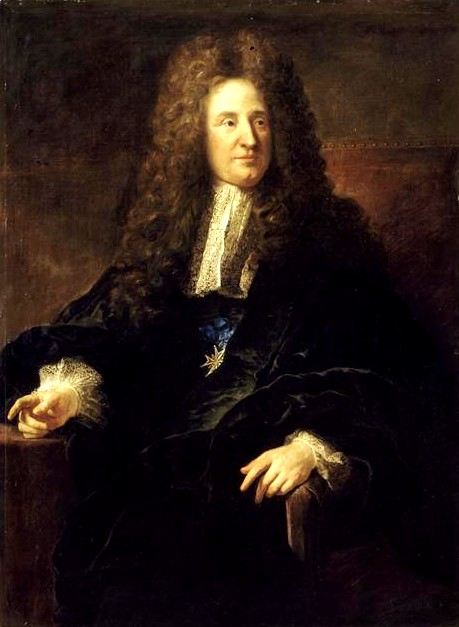
Jules Hardouin-Mansart, 1699